# Mosquée Sirli
 (novembre 2023).
La mosquée Sirli (en ouzbek : Sirli masjid) est un monument architectural situé sur la rue Kokand à Namangan, dans la région de Namangan, en Ouzbékistan. Elle est construite au XIXe siècle ou au début du XXe siècle dans le village de Tepakurgan.
Elle est actuellement inscrite sur la liste du patrimoine culturel matériel de l'Ouzbékistan d'importance républicaine.

## Histoire
La mosquée Sirli (qui signifie « peinte », « dorée », « belle » en français) est construite au XIXe siècle ou au début du XXe siècle dans le village de Tepakurgan (qui est maintenant une localité dans le district de Namangan). Différentes sources donnent des dates différentes pour la construction de la mosquée. Par exemple, l'écrivain Abdulla Jabbar affirme qu'elle a été construite en 1840. Cependant, le chercheur B. Ruzinov prétend qu'elle a été construite en 1910, après avoir étudié le portail d'entrée de la mosquée.
Pendant la période soviétique, la mosquée est fermée. À la fin des années 1980, elle est en état de délabrement complet et a été abandonnée. Après l'indépendance de l'Ouzbékistan, dans les années 1990, les habitants locaux recommencent à utiliser la mosquée. En 1998, le bâtiment est enregistré en tant que mosquée.
En 2002, en raison d'un court-circuit dans le câblage, le bâtiment est entièrement détruit par un incendie. De 2002 à 2004, une nouvelle mosquée voûtée mesurant 22 x 18 mètres est construite, ayant un aspect moderne. En plus de la mosquée, de 2004 à 2007, un minaret de 15 mètres de haut, une salle pour l'imam-khatib, une salle de sécurité, un entrepôt, une cuisine, une salle à manger, une salle pour les ablutions et des toilettes sont construits. En 2008, les murs extérieurs de la mosquée sont parés de brique de Khorezm dans le style national. En 2014, l'intérieur est décoré dans le style national, caractéristique de la vallée de Ferghana. À partir de 2023, l'imam de la mosquée est Mansur Mansurov, diplômé de l'Institut islamique de Tachkent.

## Architecture
Devant la mosquée, une piscine de dimensions 10,0 x 19,0 mètres est construite, et au fond de la cour, parmi les platanes, on peut voir son édifice. La mosquée est asymétrique et se compose d'une salle rectangulaire à deux colonnes (11,35 x 8,0 mètres) et d'une véranda à deux côtés. La façade principale est construite avec un auvent de 7 travées. Des mihrabs voûtés sont installés dans la salle et sur l'ayvan. L'intérieur de la salle est dépourvu de décor, mais l'ayvan présente des peintures luxuriantes au plafond, des colonnes en bois sculpté ornées de chapiteaux stalactites et des bases figuratives en bas. Le sommet des murs est bordé d'une large bande d'ornements géométriques, réalisée par des maîtres de Ferghana,.